# De Patin
De Patin (ook "de Patin de Langemarck" en "Cotteau de Patin") was een familie van Zuid-Nederlandse adel.

## Geschiedenis
De historische oorpsrong van de familie kan getraceerd worden tot in de Middeleeuwen, tot bij Raoul de Patin, die gouverneur was van het Prinsbisdom Kamerijk. Hij was gehuwd met Guyote de Hames, wier vader oud-gouverneur was van de kasselrij Kortrijk. De familie de Hames bezat vanouds het leen Hames. De grootmoeder van Guyote de Hames, Mahaud de Pollart, was de dochter van Gisele van Guînes, dochter van Arnauld I van Guînes, graaf van Guînes en rechtstreeks nakomelinge van Siegfried I van Guînes. Haar groottante, Marotte de Hames, was dan weer gehuwd met Robert de Guînes.
Een nazaat van Raoul de Patin en Guyote de Hames, Pierre, was tijdens de 14e eeuw schepen van de rechtskamer van Rijsel. Nog een afstammeling, Wautier de Patin, werd ridder in dienst van de Bourgondische hertogen en werd baljuw van Menen. Hij huwde Marie Van Der Gracht, dochter van Olivier Van Der Gracht. Hun zoon Gilles volgde zijn voetsporen en werd eveneens geridderd. In 1457 werd hij bevorderd tot lid van de raadkamer van Karel de Stoute. Na zijn overlijden in 1479 werd hij samen met zijn vrouw, jonkvrouw Josine van Halewijn, afstammelinge van de heren van Halewijn, begraven in de kerk van Rooigem. Het koppel bleef kinderloos.
Donaes de Patin, geboren in 1518 en achterkleinneef van Wautier, stond in 1543 genoteerd als meier van Kortrijk en was wederom baljuw van Menen. Zijn erfgenamen droegen niet de titel van ridder, maar die van écuyer of schildknaap. Donaes verloor het leven tijdens de  Inname van Menen door de malcontenten. Volgens latere verklaringen van Charles-Philippe de Patin leed de familie hierdoor aanzienlijke verliezen die pas werden rechtgezet na het huwelijk van Petrus de Patin (1608 - 1681), kleinzoon van Donaes, met Marie Douchy, de enige erfgename van Philip Peutevin, de voormalig burgemeester van Menen. Hierdoor kwamen diens eigendommen en leengoeden, zoals de heerlijkheid Ter Beke, waar ook de familie Elslander ooit eigenaar van was geweest, in handen terecht van de Patins. Zij bouwden er kort daarna het kasteel Terbeke, een slotgracht, die uiteindelijk in verval kwam tijdens de Franse Revolutie.

## Bekende nakomelingen
- Pierre de Patin (1660 - 1735), heer van Terbeke, Geluwe, Langemark etc. Schepen van de Zaal van Ieper. 
  - Charles-Philippe de Patin (1687 - 1773), heer van Terbeke, Geluwe, Langemark etc. Voorzitter van de Raad van Vlaanderen. Verkreeg in 1735 de adellijke erkenning van burggraaf. Woonde afwisselend in het Prinsenhof te Gent en kasteel Terbeke. 
    - François-Guillaume de Patin (1724-1802). Oudste zoon van Charles-Philippe en Thérèse Waltrude du Bois en penningmeester van de Orde van het Gulden Vlies. Burggraaf. Erfde na de dood van zijn vader de titel heer van Terbeke en Langemark. Bouwheer van het kasteel van Langemark.  
      - Jean-Baptiste Guillaume Charles de Patin (Brussel, 2 oktober 1753 - 5 juni 1836) was de oudste zoon van François-Guillaume en Jeanne Antoinette de Grou. In 1795 werd de adelstand in de vroegere Oostenrijkse Nederlanden door de Franse republiek afgeschaft. In 1816, onder het Verenigd Koninkrijk der Nederlanden, werd Jean-Baptiste terug erkend in de erfelijke adel met de titel burggraaf en met benoeming tot lid van de Ridderschap van West-Vlaanderen. Voor de Franse Revolutie was hij een tijdlang majoor in het regiment van de Britse generaal John Murray, die een van de oudst dienende generaals was van het land. Tijdens de revolutiejaren emigreerde Patin naar Duitsland en Oostenrijk. Onder het Verenigd Koninkrijk der Nederlanden werd hij luitenant-kolonel in het Nederlands leger. In 1788 huwde hij met Marie-Jeanne de Moreau de Bioul (1771-1821), dochter van een staalfabrikant, en hertrouwde na haar overlijden met Marie-Josèphe Tonnet (1790-1869). Hij had uit het eerste huwelijk twee dochters en een zoon, die tijdens de emigratie naar Düsseldorf overleden.
      - Joseph Charles de Patin (Brussel, 17 juli 1757 - Langemark, 19 oktober 1852), was een broer van Jean-Baptiste en was voor de Revolutie commandant van een compagnie in het regiment van Murray. Hij werd in 1822 erkend in de erfelijke adel met de titel burggraaf, overdraagbaar op alle afstammelingen. Onder het Verenigd Koninkrijk der Nederlanden werd hij kamerheer van koning Willem I der Nederlanden, lid van de Ridderschap van West-Vlaanderen, lid van de Provinciale Staten van West-Vlaanderen en burgemeester van Langemark (1822-1852). Hij huwde in 1798 met de Ieperse Caroline Hynderick. 
        - Joseph Charles Auguste Jean Antoine de Patin (12 april 1800 - 1 oktober 1834). Burggraaf. Overleed in zijn kasteel te Langemark.   
          - Caroline de Patin (Langemark, 1823 - Klerken, 1882). Burggravin. Huwde met politicus Jan-Pieter Cassiers. Het stel woonde in het kasteel van Houthulst.
          - Joseph Félix de Patin de Langemarck (Langemark, 1824 - Langemark, 1862). Burggraaf. Kreeg toestemming om "de Langemarck" toe te voegen aan de familienaam. 
            - Charles-Philippe de Patin de Langemarck (Langemark, 1861 - Langemark, 1888). Burggraaf. Laatste naamdrager uit deze tak. Hij werd geboren in het familiekasteel en werd schepen van Langemark en provincieraadslid van West-Vlaanderen, maar overleed nog voor hij veel kon ondernemen. Hij had enkel de tijd gehad om te worden genoteerd als weldoener van de katholieke scholen, tijdens de schoolstrijd. Met zijn dood was de familie de Patin uitgedoofd.

          - Aline de Patin (Langemark, 1826 - Douai, 1875). Burggravin. Huwde met de Noord-Franse raadsman ridder Charles-Louis Cotteau. Hij verkreeg het recht om de naam "de Patin" toe te voegen aan zijn naam, wat resulteerde in "Cotteau de Patin". 
            - Charles Cotteau de Patin (Douai, 1847 - Langemark, 1895). Burgemeester van Langemark (1892-1895). 
              - Raoul Cotteau de Patin (Brussel, 1877 - 1940). Burgemeester van Langemark (benoemd in 1913). Liet het kasteel van Langemark terug heropbouwen nadat het tijdens WOI was vernield.

    - Joannes Baptiste de Patin (Mechelen 12 juli, 1726 - 24 januari, 1820). Grootbaljuw van Oudenaarde.
    - Leopold de Patin (25 december 1738 - 12 november 1813 ). Kolonel in het Oostenrijkse leger, wiens oudste zoon Charles zou sneuvelen op het slagveld.

  - Charles-Joseph de Patin (1691-1762). Hoofd woudbeheer en schepen van Ieper. Via huwelijk heer van Letuwe. 
    - Joseph de Patin (1733 - 1792). Heer van Letuwe en schepen van Ieper. 
      - Joseph-Jacques de Patin (1764 - 1843). Heer van Letuwe. Burgemeester van Voormezele. Bouwheer van kasteel Langhof. 
        - Charles-Joseph de Patin (1797 - 1858). Liberaal provincieraadslid (1836-1848). Procureur des Konings te Ieper (1826-1856).
          - Aline de Patin (1824 - 1896). Gehuwd met zakenman Amand Vercruysse, die de naam "Vercruysse de Patin" aannam.
            - Albert Vercruysse de Patin (1851 - 1923). Huwde met Marie van der Straeten en woonde een tijd in kasteel Langhof.